# Eugenia Bujak
Eugenia Bujak (Lentvaris, URSS, 25 de junio de 1989) es una deportista polaca de origen lituano que compite en ciclismo en la modalidad de pista (desde el año 2018 bajo la bandera de Eslovenia), especialista en las pruebas de persecución por equipos y puntuación; aunque también disputa carreras de ruta.
Ganó tres medallas en el Campeonato Europeo de Ciclismo en Pista entre los años 2012 y 2014; oro en 2014 (carrera por puntos) y plata en 2012 y 2013 (persecución por equipos).
En 2004 ingresó al equipo profesional esloveno BTC City Ljubljana, con el que obtuvo dos victorias de etapa en La Route de France de 2016. En 2020 se cambió al equipo Alé BTC Ljubljana (llamado desde 2022 UAE Team ADQ).

## Medallero internacional
| Representando a Polonia |                          |                  |                         |
| Campeonato Europeo      |                          |                  |                         |
| Año                     | Lugar                    | Medalla          | Competición             |
| 2012                    | Panevėžys (Lituania)     | Medalla de plata | Persecución por equipos |
| 2013                    | Apeldoorn (Países Bajos) | Medalla de plata | Persecución por equipos |
| 2014                    | Baie-Mahault (Francia)   | Medalla de oro   | Puntuación              |

## Palmarés
| 2010 (como amateur) - 3.ª en el Campeonato de Polonia Contrarreloj 2011 (como amateur) - 2.ª en el Campeonato de Polonia Contrarreloj - 3.ª en el Campeonato Europeo Persecución sub-23 - 2.ª en el Campeonato Europeo Persecución por Equipos sub-23 (haciendo equipo con Katarzyna Pawłowska y Małgorzata Wojtyra) 2012 (como amateur) - 3.ª en el Campeonato de Polonia Contrarreloj - 2.ª en el Campeonato Europeo Persecución por equipos (haciendo equipo con Edyta Jasińska, Katarzyna Pawłowska y Małgorzata Wojtyra) 2013 (como amateur) - 2.ª en el Campeonato de Polonia Contrarreloj - Campeonato de Polonia en Ruta - Prostejov Scratch - Viena 3 km - Viena Puntuación - Viena Scratch - 2.ª Campeonato de Polonia 500 m - 3.ª Campeonato de Polonia Persecución - 3.ª. Campeonato de Polonia Omnium - Campeonato de Polonia Scratch - 2.ª en el Campeonato Europeo Persecución por equipos (haciendo equipo con Edyta Jasińska, Katarzyna Pawłowska y Małgorzata Wojtyra) 2014 - Campeonato de Polonia Contrarreloj - Campeonato Europeo Puntuación | 2015 - Campeonato de Polonia Contrarreloj - 1 etapa del Tour de Turingia femenino 2016 - 1 etapa de la La Route de France - Gran Premio de Plouay-Bretaña 2018 - Campeonato de Eslovenia Contrarreloj 2019 - Campeonato de Eslovenia Contrarreloj - Campeonato de Eslovenia en Ruta 2021 - Campeonato de Eslovenia Contrarreloj - Campeonato de Eslovenia en Ruta 2022 - 2.ª en el Campeonato de Eslovenia Contrarreloj - Campeonato de Eslovenia en Ruta - 2.ª en los Juegos Mediterráneos Contrarreloj 2025 - Campeonato de Eslovenia Contrarreloj - Campeonato de Eslovenia en Ruta |

## Resultados en Grandes Vueltas y Campeonatos del Mundo
Durante su carrera deportiva ha conseguido los siguientes puestos en las Grandes Vueltas femeninas y en los Campeonatos del Mundo en carretera:
| Carrera              | Carrera              | 2012 | 2013 | 2014 | 2015 | 2016 | 2017 | 2018 | 2019 | 2020 | 2021 | 2022  | 2023 | 2024 | 2025 |
| -------------------- | -------------------- | ---- | ---- | ---- | ---- | ---- | ---- | ---- | ---- | ---- | ---- | ----- | ---- | ---- | ---- |
|                      | Giro de Italia       | —    | —    | 25.ª | 34.ª | Ab.  | Ab.  | 24.ª | 59.ª | 35.ª | —    | —     | —    | —    | —    |
|                      | Tour de l'Aude       | X    | X    | X    | X    | X    | X    | X    | X    | X    | X    | X     | X    | X    | X    |
|                      | Tour de Francia      | X    | X    | X    | X    | X    | X    | X    | X    | X    | X    | 103.ª | —    | —    | Ab.  |
| Mundial en Ruta      | Mundial en Ruta      | Ab.  | 21.ª | Ab.  | 42.ª | 31.ª | 35.ª | —    | 45.ª | 14.ª | 58.ª | 56.ª  | 53.ª | —    | —    |
| Mundial Contrarreloj | Mundial Contrarreloj | 27.ª | 16.ª | 19.ª | 22.ª | —    | —    | —    | —    | 13.ª | 19.ª | —     | 12.ª | 32.ª | —    |

| —: No participó | Ab: Abandono | X: Edición no celebrada |

## Equipos
- BTC City Ljubljana (2014-2019)
- Alé/UAE (2020-2024)
  - Alé BTC Ljubljana (2020-2021)
  - UAE Team ADQ (2022-2024)
- Cofidis (2025)